# Elisabeth Ruttkay

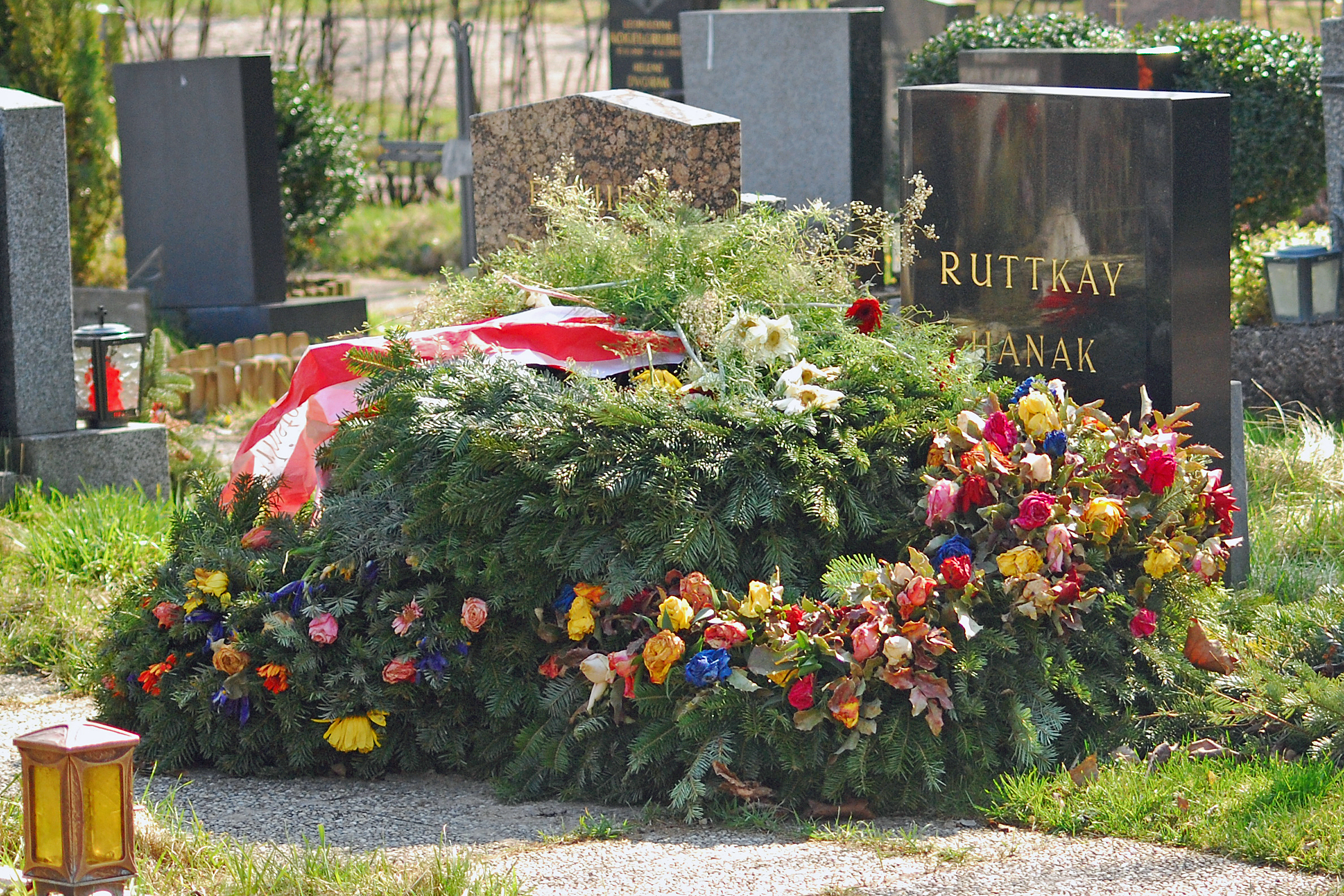
Grab am Friedhof der Feuerhalle Simmering (2008)

Elisabeth Ruttkay (geborene Kiss; * 18. Juni 1926 in Pécs, Ungarn; † 25. Februar 2009 in Wien) war eine österreichisch-ungarische Archäologin. Sie erwarb sich große Verdienste um die Erforschung der jüngeren Steinzeit und der Bronzezeit in Österreich, wofür sie 1987 mit dem Förderungspreis Niederösterreichs und 1988 mit dem Österreichischen Ehrenkreuz für Wissenschaft und Kunst ausgezeichnet wurde.

## Leben
1944 legte sie die Matura ab. 1955 absolvierte sie die Lehramtsprüfung und erhielt das Diplom an der Universität Budapest. 1956 flüchtete sie nach Österreich, wo sie fortan lebte und 1961 die österreichische Staatsbürgerschaft erhielt. Von 1962 bis 1968 arbeitete sie am Burgenländischen Landesmuseum in Eisenstadt und von 1968 bis 1992 an der Prähistorischen Abteilung des Naturhistorischen Museums Wien. 1979 promovierte sie an der Universität Wien zum Doktor der Philosophie. 
Nach dem Tod ihres ersten Ehemanns heiratete sie 1983 den Philosophen Tibor Hanák, einen der Chefredakteure von Radio Free Europe. Seit 1992 war Elisabeth Ruttkay im Ruhestand. 2006 wurde ihr seitens der Gesellschaft für Ur- und Frühgeschichte anlässlich ihres 80. Geburtstages eine Festschrift gewidmet.
Elisabeth Ruttkay beschäftigte sich hauptsächlich mit der Jungsteinzeit Ostösterreichs. Sie versuchte mehrere Kulturstufen der Jungsteinzeit zu beschreiben oder zur Diskussion zu stellen, und zwar die Bisamberg-Oberpullendorf-Gruppe, die Mödling-Zöbing-Gruppe, die Leithaprodersdorf-Gruppe und die Herzogenburg-Gruppe. Auch einer Kulturstufe der Bronzezeit gab sie 1981 einen Namen (Attersee-Gruppe).
Ruttkay wurde am Friedhof der Feuerhalle Simmering bestattet.

## Schriften (Auswahl)
- Das Neolithikum in Niederösterreich (= Forschungsberichte zur Ur- und Frühgeschichte. 12, ZDB-ID 988092-6). Österreichische Arbeitsgemeinschaft für Ur- und Frühgeschichte, Wien 1983.
- Typologie und Chronologie der Mondsee-Gruppe. In: Dietmar Straub (Red.): Das Mondseeland. Geschichte und Kultur. Ausstellung des Landes Oberösterreich, 8. Mai – 26. Oktober 1981, Kirche und ehemaliges Stift Mondsee (Heimatmuseum Mondsee). Oberösterreichischer Landesverlag, Linz 1981, ISBN 3-85214-306-3, S. 269–294.
- mit Eva Lenneis, Christine Neugebauer-Maresch: Jungsteinzeit im Osten Österreichs. Verlag Niederösterreichisches Pressehaus, 1995.

Neben vielen wissenschaftlichen Publikationen leistete Elisabeth Ruttkay erhebliche Beiträge zu den populärwissenschaftlichen Büchern Deutschland in der Steinzeit und Deutschland in der Bronzezeit des Mainzer Wissenschaftsautors Ernst Probst.